# Джоузеф Пристли
Джоузеф Пристли (на английски: Joseph Priestley) е английски свещеник-протестант, естествоизпитател, теолог и философ, обществен деец, член на Лондонското кралско дружество (1767). Влязъл е в историята преди всичко като изтъкнат химик, открил кислорода.

## Биография, проповедническа дейност
Пристли е роден на 13 март 1733 г. в енория Бърстол, на около 10 km от Лийдс. Той е най-голямото от шестте деца на текстилния работник Джонас Пристли. Заради финансови затруднения след смъртта на майка му, е даден за отглеждане леля му. Джоузеф отрано проявява научни способности, и леля му решава да му осигури добро образование, за да може да стане впоследствие пастор. Религиозните възгледи на Пристли се различават от възгледите на привържениците на англиканската църква, и той постъпва в академията в Девънтри, където получава филологическо и богословско образование. Тази академия подготвя свещеници, противници на англиканската църква. Благодарение грижите на леля му и на собственото му усърдие Пристли става добре образован човек, запознат не само с теологията, но и с трудовете на съвременни и древни философи. Той изучава девет чужди езика – френски, италиански, немски, латински, древногръцки, древноеврейски, арабски, сирийски, халдейски.
Получил такава определено хуманитарна подготовка, Пристли започва дейност на проповедник. През 1755 г. Пристли става помощник-свещеник в презвитерианска община в Съфолк, но след това неговите неортодоксални богословски възгледи го отвеждат от калвинизъм, в който той е възпитан чрез арианството, отричащо божествеността на Иисус Христос, към рационалистично унитарианство.
След известно време Пристли се пробва на педагогическото поприще в откритото от него частно училище. Талантът му на педагог се разкрива напълно след 1761 г., когато става преподавател в Уорингтънската академия. В този период Пристли започва да се занимава с естествени науки, успехите в които му носят впоследствие международна известност. Тогава се случва и срещата на Пристли с Бенджамин Франклин, който одобрява интереса на младия преподавател към проблемите на електричеството.

## Трудове в областта на физиката на електричеството
През 1766 г. Пристли установява, че силата на електрическо взаимодействие между два заряда е обратно пропорционална на квадрата от разстоянието между тези заряда. Своите резултати Пристли излага в съчинението „История и съвременно състояние на електричеството, с оригинални опити“, издадено в два тома в Лондон през 1767 г. Този труд веднага получава признание в кръговете на английските учени, и нейният автор през същата година е избран за член на Лондонското кралско общество.
Съчинението на Пристли за електричеството може да се раздели на две неравни части. Първата, по-голямата, представлява обзор на трудовете на неговите предшественици, а втората – описание на неговите собствени опити. Сред експериментите на Пристли има и опит, който по същество повтаря наблюденията на Бенджамин Франклин, но е проведен много по-щателно. След като Пристли описва различните варианти на опита, формулира извода: „Не може да не се заключи от този експеримент, че притеглянето при електричеството се подчинява на същите закони, както и земното привличане, и затова се променя в съответствие с квадрата на разстоянията; тъй като е лесно да се покаже, че ако Земята имаше форма на обвивка, то тяло, намиращо се вътре в нея, не би се привличало по-силно към едната страна, отколкото към другата.“
През 1766 г. Пристли изказва догадката си за това, че електрическите сили се подчиняват на закона за „обратните квадрати“, по аналогия със Закона за всеобщото привличане на Исак Нютон.

## Открития в областта на химията
Пристли с основание се смята за един от основоположниците на съвременната химия. Неговите основни химически изследвания са посветени на изучаването на газовете. В областта на химията на газовете (наричана по онова време „пневматична химия“) на Пристли принадлежат редица големи открития. През 1771 г. той открива фотосинтезата, установявайки, че въздухът, „развален“ от горене или дишане, става отново годен за дишане под въздействието на зелените части на растенията. През 1778 г. той доказва, че при фотосинтезата растенията поглъщат въгледвуокиса и изработват кислород.
През 1772 г. Пристли, като действа с разредена азотна киселина върху мед, за пръв път получава азотен монооксид – „селитрен въздух“ – и установява, че азотният оксид при съприкосновение с въздуха става червено-кафеникав вследствие образуването на азотен диоксид. Като използва за събирането на газовете живачна вана, Пристли през 1772 – 1774 години пръв получава хлороводород – „соленокисел въздух“ и амоняк – „алкален въздух“.
Заедно с други учени, като Антоан Лавоазие, Хенри Кавендиш, Карл Шееле, той допринася за утвърждаване на представата за сложния състав на въздуха. На Пристли принадлежи честта да открие през 1774 г. кислорода. Като нагрява живачен оксид, той изолира кислород – „безфлогистонен въздух“. Освен това, Пристли през 1775 г. получава в чист вид силициев тетрафлуорид и серен диоксид, а през 1799 г. – въглероден оксид. Въпреки че обогатява науката с много нови факти, Пристли не успява правилно да ги обясни, и до края на живота си остава последовател на грешната теория за флогистона, отхвърлена с трудовете на Лавоазие.
Освен към химията, негови изследвания се отнасят също и към оптиката. Пристли е автор на книгата „История и съвременно състояние на откритията, отнасящи се към зрението, светлината и цветовете“, публикувана през 1772 г.
Трудовете на Пристли получават широка известност в научните кръгове. Пристли е избран за почетен доктор на Единбургския университета, член на Лондонското кралско общество, чуждестранен член на Парижката и Петербургската академия на науките.

## Обществена и философска дейност
Въпреки международното признание, Пристли през целия си живот е принуден да се мести от град на град, за да търси работа с прилично заплащане. Най-дълго е живял в Бирмингам, където от 1780 до 1791 г. е изпълнявал длъжностите на енорийски свещеник, а в свободното си време провеждал химически експерименти. В този град Пристли участва в работата на така нареченото „Лунно общество“, членовете на което се интересуват от научни проблеми, главно от областта на естествознанието. Заседанията на това общество ставали веднъж в месеца, в понеделника, предшестващ пълнолунието – оттук и названието на обществото. В него влизали интересуващи се от науката хора, независимо от техните религиозни и политически възгледи.
Пристли се придържа към доста прогресивни за втората половина на XVIII век философски и политически възгледи и активно ги пропагандира. В областта на философията той е привърженик на материализма, въпреки че приема, че законите на материалния свят са създадени от божествения разум (деизъм). С началото на Великата френска революция Пристли с голяма страст оправдава правото на народа на въстание и свалянето на тиранията. Той става член на обществото „Приятели на революцията“ и като проповедник пропагандира идеите за равенство и братство, отстоява свободата на съвестта и верската толерантност. Особено възмущение у англиканското духовенство предизвиква откритият унитаризъм на Пристли, тоест фактът, че той отрича тринитарната догма; той участва в създаването на първата унитаристка църква на Великобритания, пише статии в нейна поддръжка и сам изнася проповеди; в този период такива възгледи са могли да се приемат като богохулство и нечестивост, т.е. като углавно престъпление.
Тази дейност, а също горещите симпатии на Пристли към идеите на френската революция, разпалват ненавист към него от страна на консерваторите. На 14 юли 1791 г., когато група негови приятели са се събрали в неговия дом, за да отбележат годишнината от превземането на Бастилията, гражданските и църковни власти на Бирмингам провокират нападение на дома му. Тълпа ортодоксални англикани разгромяват и изгарят зданието, унищожават лабораторията и библиотеката с ръкописи на Пристли. Самият Пристли и семейството му едва избягват разправата и с труд се спасяват.
Разгромът на дома на Пристли предизвиква възмущение не само в Англия, но и в чужбина. Във Франция са събрани средства за възстановяване на дома и лабораторията, а през септември 1792 г. Пристли е провъзгласен за почетен гражданин на Франция. И все пак, въпреки помощта и поддръжката от приятели, Пристли решава да напусне родината си и се преселва в САЩ, където преди това са емигрирали неговите синове. От 1794 г. до края на живота си ученият живее в Америка и се занимава основно с литературна дейност. В Америка Пристли основава известната философска школа на антитринитаристите-деисти, а през 1796 г. с неговото непосредствено участие е създадена първата унитаристка църква.
Джоузеф Пристли умира на 6 февруари 1804 г. в град Нортъмбърланд, Пенсилвания. Правнукът на Пристли – Хенри Хобсън Ричардсън, е влиятелен американски архитект от XIX век.